# Jane Eyre (film, 1943)
Pour les articles homonymes, voir Jane Eyre (homonymie).
Pour plus de détails, voir Fiche technique et Distribution.
Jane Eyre est un film américain en noir et blanc réalisé par Robert Stevenson, sorti en 1943. Il est adapté du roman-homonyme de Charlotte Brontë (1847).

## Synopsis
La petite orpheline Jane Eyre vit une existence difficile, négligée par sa méchante tante Reed et sujette aux mauvais traitements de la sombre pension de Mr Brocklehurst. Dix ans plus tard, devenue gouvernante, elle accepte un emploi au manoir de Thornfield pour s'occuper de la petite Adèle. Elle rencontre bientôt le maître des lieux, Edward Rochester. Mais ce dernier cache des secrets.

## Fiche technique
- Titre : Jane Eyre
- Réalisation : Robert Stevenson
- Scénario : John Houseman, Aldous Huxley, Robert Stevenson et Henry Koster (non crédité)
  - d'après le roman Jane Eyre de Charlotte Brontë (1847)
- Musique : Bernard Herrmann
- Direction artistique : James Basevi et Wiard Ihnen
- Décors : William Pereira
- Décorateur de plateau : Thomas Little
- Costumes : René Hubert
- Maquillage : Guy Pearce
- Photographie : George Barnes
- Montage : Walter Thompson
- Production : William Goetz, Kenneth Macgowan et Orson Welles (non crédités)
- Société de production et de distribution : Twentieth Century Fox
- Pays de production :  États-Unis
- Langue originale : anglais
- Format : noir et blanc — 35 mm — 1,37:1 — son : mono (Western Electric Recording)
- Genre : Film dramatique, Film romantique
- Durée : 92 minutes (1 h 32)
- Dates de sortie :
  - Royaume-Uni : 24 décembre 1943
  - États-Unis : 3 février 1944
  - France : 11 septembre 1946
- Affiches : Constantin Belinsky, Boris Grinsson (France)

## Distribution
- Joan Fontaine (VF : Vivette Galy) : Jane Eyre
- Orson Welles (VF : Marc Valbel) : Edward Rochester
- Margaret O'Brien (VF : Liane Daydé) : Adele Varens
- Peggy Ann Garner (VF : Cécile Didier) : Jane Eyre enfant
- John Sutton (VF : Gérald Castrix) : le docteur Rivers
- Sara Allgood (VF : Cécile Dylma) : Bessie
- Henry Daniell (VF : Marcel Rainé) : Blocklehurst
- Agnes Moorehead : Mme Reed
- Aubrey Mather : le colonel Dent
- Edith Barrett : Mme Fairfax
- Hillary Brooke (VF : Hélène Tossy) : Blanche Ingraham
- Elizabeth Taylor (VF : Colette Borelli) : Hélène
- Barbara Everest : Lady Ingraham

Acteurs non crédités
- John Abbott : Mason
- Harry Allen : un gardien
- Charles Coleman : un gardien de coche à Lowood
- Moyna MacGill : une douairière
- Tempe Pigott : la diseuse de bonne aventure
- Betta St. John : une orpheline
- Eustace Wyatt : Dr Carter